# Droga międzynarodowa M12 (Ukraina)
Droga międzynarodowa M12 – dawna trasa międzynarodowego znaczenia na terenie Ukrainy, była częścią trasy europejskiej E50. M12 biegła z zachodu na wschód od położonego nieopodal Lwowa miasta Stryj przez Tarnopol, Chmielnicki, Winnicę, Humań i Kropywnycki do Znamianki, gdzie łączyła się z drogą M04. Łączna długość ponad 700 km. Poza nielicznymi fragmentami była jednojezdniowa.
W 2021 roku utworzona został Droga międzynarodowa M30 obejmująca dawną M12 oraz M04 łączącą Znamiankę z Ługańskiem i rosyjską granicą w Izwarynie. Obecnie oznaczenie M12 pozostaje niewykorzystane. 
W okresie międzywojennym trasa znajdowała się na obszarze II Rzeczypospolitej, zaś na odcinku Tarnopol – Podwołoczyska była odnogą drogi państwowej nr 8.

## Miejscowości w ciągu M12
- Stryj (0 km)
- Żydaczów (29 km)
- Chodorów (51 km)
- Rohatyn (75 km)
- Brzeżany (106 km)
- Kozowa (124 km)
- Tarnopol (153 km)
- Wołoczyska (201 km)
- Wijtiwci (226 km)
- Chmielnicki (267 km)
- Latyczów (321 km)
- Lityn (359 km)
- Winnica (389 km)
- Woronowycia (412 km)
- Niemirów (434 km)
- Hajsyn (483 km)
- Chrystyniwka
- Humań (548 km)
- Nowoarchanhelśk (593 km)
- Aleksandrówka
- Kropywnycki (709 km)
- Znamianka (747 km)